# Capitalismo: el ideal desconocido
Capitalismo: el ideal desconocido es una colección de ensayos, en su mayoría de Ayn Rand, con ensayos adicionales de sus asociados Nathaniel Branden, Alan Greenspan y Robert Hessen. Los autores se centran en la naturaleza moral del capitalismo laissez-faire y la propiedad privada. Tienen una definición muy específica del capitalismo, un sistema que consideran más amplio que simplemente los derechos de propiedad o la libre empresa. Fue publicado originalmente en 1966.

## Historia de la publicación
La mayoría de los ensayos apareció originalmente en The Objetivist Newsletter o The Objetivist. La primera edición fue publicada por la New American Library en 1966. Cuando el libro fue publicado en edición de bolsillo en 1967, fue revisado para incluir otros dos ensayos. En 1970, Rand revisa la introducción para reflejar su ruptura con Nathaniel Branden.

## Contenido
Rand concibió la obra para centrarse en la naturaleza moral del capitalismo, en lugar de centrarse en sus aspectos económicos. La pensadora contrasta esto con lo que dice que es el fracaso de la mayoría de los otros defensores del capitalismo en proporcionar una defensa moral de ese sistema.
Después de una introducción de Rand, el libro se divide en dos secciones principales. La primera sección, "Teoría e historia", contiene ensayos que se centran en las bases teóricas del capitalismo y los argumentos históricos relacionados con él. Esta sección incluye ensayos que argumentan en contra de objeciones comunes al capitalismo. La segunda sección, "Estado actual", se centra en temas políticos contemporáneos de los años sesenta. Los temas tratados en esta sección incluyen la Guerra de Vietnam, las protestas estudiantiles y la encíclica papal Populorum progressio. Una sección "Apéndice" reimprime dos ensayos sobre teoría política publicados anteriormente en el libro anterior de Rand, La virtud del egoísmo. También se proporciona una lista de lecturas recomendadas sobre el capitalismo.

## Temática
Rand aplica su filosofía del objetivismo al tema de la política. Cuando Rand habla de capitalismo, quiere decir capitalismo liberal, en el que hay una separación completa entre el estado y la economía "de la misma manera y por las mismas razones que hay la separación entre iglesia y estado". Rand dice: "Los objetivistas no son 'conservadores'. Somos radicales para el capitalismo; estamos luchando por esa base filosófica que el capitalismo no tenía y sin la cual estaba condenado a perecer".
Rand dice que la mayoría de la gente no sabe qué es el capitalismo, por lo que es "el ideal desconocido".

### ¿Qué es el capitalismo?
Tal como lo entendió Rand, el capitalismo es el sistema que surge entre un grupo de individuos libres, cada uno de los cuales aplica el tiempo y la razón para sustentar su propia vida, cada uno es el dueño de los medios para hacerlo, y comerciar libremente entre ellos.
Rand consideraba una economía mixta como una combinación peligrosa e inestable de libertad y controles que tiende a convertirse en un estatismo cada vez mayor.

### Razón y valores
Rand sostuvo que el capitalismo era el único sistema social moral, es decir, uno consistente con una teoría objetiva del valor y el individualismo ético. La creación de riqueza, según Rand, es una fusión de mente y materia, y argumentó que la razón es la herramienta más fundamental de supervivencia para los seres humanos. Sin embargo, el pensamiento racional se vuelve inoperante en condiciones de compulsión o coerción. Ya sea la fuerza de un ladrón armado o la fuerza de una ley, el propio juicio de un actor se vuelve irrelevante para sus acciones por una amenaza de la fuerza, que lo obliga a actuar de acuerdo al juicio o la voluntad de otro, neutralizando así la fuente de riqueza y la supervivencia misma. 
De acuerdo con Rand, solo el comercio voluntario puede asegurar que la interacción humana sea mutuamente beneficiosa, y un análisis de la historia muestra que solo la libertad económica y política ha trabajado para crear un crecimiento y un desarrollo económico significativos, precisamente liberando las facultades racionales de un número cada vez mayor de individuos. .

### Derechos individuales
En su forma más básica, el derecho a la vida (tal como lo entiende Rand) es el derecho de cada ser humano a realizar cualquiera y todas las actividades necesarias para mantener su propia vida. Rand argumentó además que los intereses egoístas de uno nunca pueden implicar racionalmente el uso de la fuerza física o la violencia contra la persona o la propiedad de otra persona. Rand veía a los humanos prosperando solo como seres independientes, la razón era una facultad del individuo, y cada uno gastaba libremente su propio tiempo, esfuerzo y razón para sostener su propia vida.
Rand sugirió que a través de la división del trabajo, la especialización y el comercio voluntario, las otras personas son de enorme valor para un individuo. Además, el conocimiento, las habilidades y los intereses varían de humano a humano. Una persona puede ser mejor en la fabricación de puntas de flecha de pedernal, otra puede haber adquirido la habilidad para convertir el barro en cerámica. Si el primero quiere cocinar con una olla, puede cambiar una punta de flecha por una olla. La característica central del libre comercio es que cada participante juzga que ha ganado con la transacción.
Cuando la fuerza física está prohibida, según Rand, solo la persuasión puede organizar o coordinar la actividad humana y, en consecuencia, el uso de la razón se libera y se recompensa. La innovación tecnológica que caracteriza a los sistemas capitalistas está, pues, directamente relacionada con las condiciones de libertad económica. Un productor se beneficia y se enriquece solo al satisfacer las elecciones voluntarias de otros participantes del mercado y en proporción directa al valor que los participantes encuentran en las transacciones con ese productor.
De esta manera, las personas que nunca podrían haber inventado, por ejemplo, la bombilla o la máquina de vapor pueden beneficiarse de la creatividad de otros, pero esto solo puede garantizarse cuando tanto el innovador como el consumidor son libres de rechazar la propuesta de comercio. Esto, según Rand, es el mecanismo que está detrás del rápido desarrollo económico de Estados Unidos, su liberación de la razón humana.
La libertad es la condición principal para el uso práctico de la razón, por lo tanto, el rol del gobierno en la protección de los derechos individuales es fundamental, según Rand, y es igualmente fundamental que el propio gobierno se limite a su papel de proteger los derechos. Toda interacción humana voluntaria, es decir, libre de la coerción de criminales y leyes, puede operar el mercado para mejorar radicalmente la vida de todos. En la medida en que se le ha permitido operar, esto es lo que ha hecho un mercado libre, argumentó Rand.
Por lo tanto, sostuvo, "una mente libre y un mercado libre son corolarios mutuos".

## Recepción e influencia
En comparación con los libros anteriores de Rand, Capitalism: The Unknown Ideal recibió relativamente pocas críticas. The Freeman, que había publicado previamente algunos de los ensayos de Rand que se usaron en el libro, dice que el libro aborda los "mitos" y las "trivialidades" utilizados contra el capitalismo utilizando "argumentos únicos" que merecen ser leídos. Una crítica positiva apareció en el Houston Chronicle, y Barron's Magazine publicó una reseña del asociado de Rand, Leonard Peikoff. Una revisión negativa apareció en Book Week, y otra crítica negativa, en The New Republic, se tituló "Here We Go Gathering Nuts".
El economista Walter E. Williams ha describió la obra como "una de las mejores defensas y explicaciones del capitalismo que se pueden leer." Un gran número de activistas libertarios y académicos han descrito el libro como una influencia clave en el desarrollo de su apoyo a los mercados libres, incluyendo a John A. Allison, Tyler Cowen, Marc Emery, James Ostrowski, Joseph T. Salerno, Chris Mateo Sciabarra, y Larry J. Sechrest.

## Obras citadas
- Ayn Rand. Boston, Massachusetts: Twayne Publishers. 1987. ISBN 0-8057-7497-1. OCLC 14933003.

- «Ayn Rand in Review». 2000. pp. 5-27. Archivado desde el original el 5 de noviembre de 2013. Consultado el 22 de noviembre de 2018.

- Block, Walter, ed. (2010). I Chose Liberty: Autobiographies of Contemporary Libertarians. Auburn, Alabama: Ludwig von Mises Institute. ISBN 978-1-61016-002-5. OCLC 748722868.

- Emery, Marc (4 de abril de 2008). «The triumph of ideas». Western Standard. Archivado desde el original el 30 de abril de 2013. Consultado el 2 de enero de 2013.

- Book Reviews: Capitalism: The Unknown Ideal 17 (3). March 1967. pp. 189-190.

- The New Ayn Rand Companion. Westport, Connecticut: Greenwood Press. 1999. ISBN 0-313-30321-5. OCLC 40359365.

- Ayn Rand. New York: Continuum. 2009. ISBN 978-0-8264-4513-1. OCLC 319595162.

- Ayn Rand: First Descriptive Bibliography. Rockville, Maryland: Quill & Brush. 1990. ISBN 0-9610494-8-0. OCLC 23216055.

- Capitalism: The Unknown Ideal (paperback 2nd edición). New York: Signet. 1967.

- Stossel, John (12 de enero de 2012). «Where are the champions of freedom?». FoxNews.com. Consultado el 2 de enero de 2013.